# Omphalodes nitida
Espèce
Classification phylogénétique
Omphalodes nitida est une espèce de plantes de la famille des Boraginacées originaire de la péninsule ibérique.
Nom espagnol : Alfeñique portugués

## Position taxinomique et historique
Comme le genre, Omphalodes nitida fait partie de la sous-famille Boraginoideae.
Il s'agit de l'une des espèces à l'historique le plus confus de la famille des Boraginacées.
En 1694, Joseph Piton de Tournefort la décrit sous le nom de Omphalodes lusitanica elatior cynoglossi folio.
Cette même plante est reprise, en 1804, par Felix de Avellar Brotero sous le nom de Cynoglossum lusitanicum. Cette dénomination est un homonyme illégal de Cynoglossum lusitanicum L. mais Carl Ludwig von Willdenow, Alberto Fortis, Jean-Baptiste de Lamarck, Philip Miller - qui fait pourtant référence à Tournefort et Linné - et Martin Vahl - pour un synonyme de Omphalodes linifolia - créent aussi, chacun de leur côté, un homonyme pour une autre espèce.
Carl Ludwig von Willdenow la redécrit donc en 1809 dans le genre Cynoglossum en lui changeant l'épithète spécifique : Cynoglossum nitidum Willd.
Johann Centurius von Hoffmannsegg et Johann Heinrich Friedrich Link la replacent dans le genre Omphalodes en 1811 en conservant l'épithète spécifique de Willdenow.
En 1812, Franz von Paula von Schrank renomme, à tort, le basionyme de Willdenow dans le genre Omphalodes : Omphalodes lusitanica (Willd.) Schranck, mais il ne s'agit pas de l'espèce décrite par Brotero mais de Cynoglossum creticum Mill. (synonyme : Cynoglossum pictum Ait.).
En 1819, Johann Jakob Römer et Josef August Schultes la place dans le nouveau genre Picotia qu'ils créent : Picotia nitida (Willd.) Roem. & Schult.
C'est en 1864 que Johan Martin Christian Lange repart de la dénomination d'origine de Brotero pour l'inclure dans le genre Omphalodes : Omphalodes lusitanica (Brot.) Pourr. ex Lange
La dénomination de Hoffmannsegg et Link est aujourd'hui assez communément admise et aucune modification de ce classement ne s'est produite depuis. Mais en toute rigueur, l'épithète spécifique donné par Joseph Piton de Tournefort et repris par Felix de Avellar Brotero - à tort dans le genre Cynoglossum - aurait dû être lusitanica et non nitida pour cette espèce d'Omphalodes.
Il existe donc les synonymes suivants :
- Cynoglossum lusitanicum Brot.
- Cynoglossum nitidum Willd.
- Omphalodes lusitanica (Brot.) Pourr. ex Lange
- Picotia nitida (Willd.) Roem. & Schult.

## Description
Il s'agit d'une plante herbacée vivace, de 20 à 60 centimètres de haut, formant une touffe stolonifère.
Les tiges, grêles, érigées, non ramifiées, portent des feuilles alternes, lancéolées vert-clair, minces, à une nervure centrale et glabres.
La floraison s'étend de juin à octobre.
Les fleurs sont bleues, en cymes terminales au maximum de cinq.
La corolle de la fleur est large de dix à quinze millimètres, une à deux fois plus longue que le calice.
Cette espèce compte 24 chromosomes

## Distribution
Omphalodes nitida est originaire de la péninsule ibérique : Espagne et  Portugal.
Son habitat est formé préférentiellement de zones humides et ombragées.
Une utilisation ornementale commence à la répandre en régions méditerranéennes et tempérées.